# شهرستان کلارک (ایلینوی)
شهرستان کلارک، (به انگلیسی: Clark County) شهرستانی در ایالت ایلی‌نوی ایالات متحده امریکا و بر طبق سرشماری ۲۰۱۰ این شهرستان ۱۶۳۳۵ نفر جمعیت داشته‌است. رشد جمعیت این شهرستان از ۲۰۰۰ تا ۲۰۱۰، حدود ۴ درصد رشد مثبت داشته است

طبق سرشماری ۲۰۱۰، مساحت این شهرستان ۱۲۹۸٫۷ کیلومتر مربع وسعت داشته که از این مقدار ۰٫۶۷ درصد آب و ۹۹٫۳۳ درصد خشکی می‌باشد.

## همسایگان و راه‌ها
همسایگان این شهرستان عبارتند از:
- شمال: شهرستان ادگار
- شمال‌شرق: شهرستان ویگو، ایندیانا
- شرق:
- جنوب‌شرق: شهرستان سالیوان، ایندیانا
- جنوب: شهرستان کروفورد
- جنوب‌غرب: شهرستان جاسپر
- غرب: شهرستان کومبرلند
- شمال‌غرب: شهرستان کلز

راه‌های اصلی این شهرستان:
1. بزرگراه میان‌ایالتی ۷۰
2. بزرگراه ۴۰ ایالات متحده
3. جاده ۱ ایلی‌نوی
4. جاده ۴۹ ایلی‌نوی

## شهرها
- مارشال، ایلی‌نوی، مرکز شهرستان
- کیزی، ایلی‌نوی
- کلرکزویلا، ایلی‌نوی
- مارتین ویلا، ایلی‌نوی
- وست فیلد، ایلی‌نوی
- وست یونیون، ایلی‌نوی

## جمعیت و هرم سنی

هرم سنی این شهرستان در سال ۲۰۰۰

این شهرستان بر اساس سرشماری سال ۲۰۰۰ دارای ۱۷۰۰۸ نفر جمعیت بوده‌است.

تراکم نسی جمعیت ۱۳ نفر بر کیلومتر مربع می‌باشد.

هرم سنی این شهرستان در سال ۲۰۰۰ در شکل روبرو نمایش داده شده‌است.

## تاریخچه
این شهرستان در ۱۸۱۹ از شهرستان کروفورد جدا شده‌است. این شهرستان نام خود را از جورج روجرز کلرک، افسر ارتش ویرجینای در جنگ انقلاب آمریکا گرفته‌است.

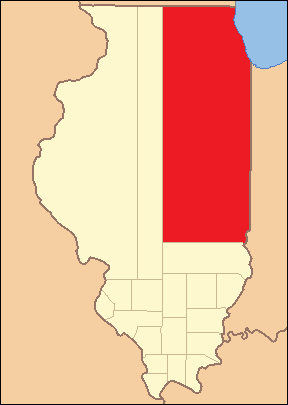
شهرستان کلارک از زمان تشکیل تا سال ۱۸۲۱
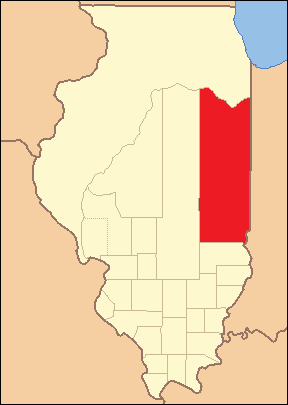
شهرستان کلارک از ۱۸۲۱ تا سال ۱۸۲۳
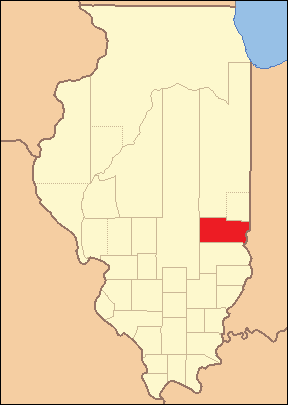
شهرستان کلارک مسان سال‌های ۱۸۲۳ و ۱۸۳۰
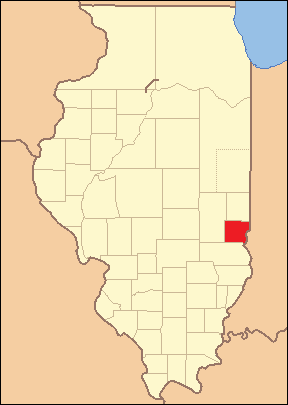
شهرستان کلارک از ۱۸۳۰ به اندازه کنونی خودش رسید.